# سفارت ایالات متحده آمریکا در هاوانا
سفارت ایالات متحده آمریکا در هاوانا (به اسپانیایی: Embajada de Estados Unidos en Cuba) یک منطقهٔ مسکونی و نمایندگی سیاسی ایالات متحده آمریکا در کوبا است که در هاوانا واقع شده‌است.